# Andrzej Czechowski
Andrzej Czechowski (Słupsk, 1947. február 21.) lengyel író, fizikus.

## Élete
Íróként 1962-ben debütált, a Młodego Technika című lap tudományos-fantasztikus novellapályázatát nyerte meg Człekokształtny című írásával. A lap által 1964-ben rendezett következő novellapályázatot szintén ő nyerte meg. Összesen körülbelül egy tucatnyi novellát publikált, ezek jó része a Młodego Technika-ban jelent meg. Az írások egy része megjelent az 1967-ben kiadott Przybysze című gyűjteményben illetve a Kroki w nieznane című antológiában. Jelenleg a Lengyel Tudományos Akadémia űrkutatási központjának a munkatársa. 2009-ben Lengyelország Újjászületése érdemrenddel tüntették ki a "Lengyel Köztársaság függetlenségéért, a demokratikus változások érdekében kifejtett munkásságáért, Lengyelországért végzett szakmai és társadalmi tevékenységéért". Magyarul egyetlen novellája jelent meg a Galaktika 41. számában 1981-ben, Követek címmel.

## Tudományos-fantasztikus munkái
- Przybysze, (1967)
- Kroki w nieznane, (1967)

## Fordítás
- Ez a szócikk részben vagy egészben  az   Andrzej Czechowski című lengyel Wikipédia-szócikk ezen változatának fordításán alapul.  Az eredeti cikk szerkesztőit annak laptörténete sorolja fel. Ez a jelzés csupán a megfogalmazás eredetét és a szerzői jogokat jelzi, nem szolgál a cikkben szereplő információk forrásmegjelöléseként.